# Patrocinio de contingencia

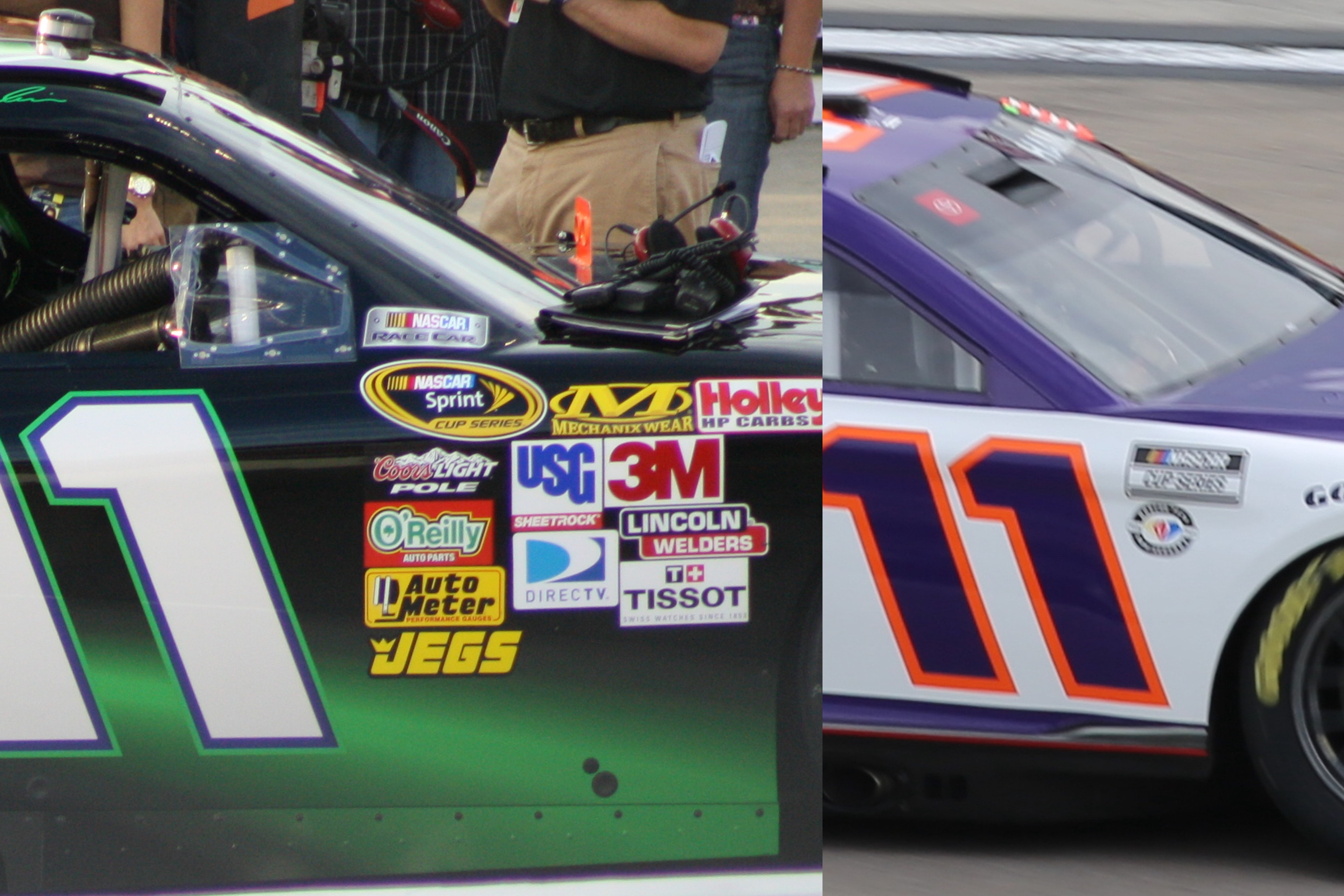
Patrocinadores de contingencia en el auto de Denny Hamlin en 2009 (a la izquierda) y su ausencia en 2023 (derecha)

El patrocinio de contingencia es una forma de patrocinio común en el deporte motor, y sobre todo en el automovilismo mediante la cual uno o varios equipos colocan calcomanías de empresas en sus autos a cambio de premios por ganar o cumplir ciertos objetivos de rendimiento.  Estos premios pueden ser monetarios o incluir créditos para equipos gratuitos o con descuento. 

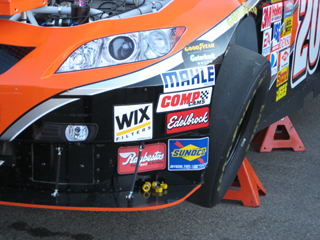
Patrocinio de contingencia en el Toyota Camry de Joey Logano en 2010

El ejemplo más conocido de patrocinios de contingencia se trata de la NASCAR Cup Series. Los guardabarros delanteros de los coches estaban salpicados de calcomanías rectangulares que los equipos estaban obligados o eran alentados económicamente a exhibir.  En 2018, NASCAR abandonó los patrocinios de contingencia en los autos y, en cambio, otorgó a dichos patrocinadores activos de patrocinio en línea. 
El patrocinio de contingencia a veces puede incluir la concesión del derecho al patrocinador de utilizar imágenes del conductor y su coche en publicidad, o anuncios. Algunos patrocinadores de contingencia requieren que el equipo utilice el equipo del patrocinador además de mostrar una calcomanía, como por ejemplo, Sunoco al ser el combustible oficial de la NASCAR Cup Series.